# Комиссия по правам человека Манитобы
Комиссия по правам человека Манитобы (MHRC) – квазисудебный независимый орган правительства Манитобы, который отвечает за соблюдение Декларации прав человека.

## Совет уполномоченных
По состоянию на декабрь 2021 года в состав Совета уполномоченных входят:
- Джон Берчилл (исполняющий обязанности председателя) — начальник штаба полицейской службы Виннипега.
- Лоретта Росс — юрист и комиссар по договорным отношениям Манитобы.
- Жаннетт Ачесон — офицер по условно-досрочному освобождению Исправительной службы Канады и заместитель председателя Комиссии полиции Манитобы.
- Майкл Ридер — директор Северного регионального управления здравоохранения.
- Ян Грант — бывший начальник полиции Полицейской службы города Брандон, специальный советник по программам общественной безопасности в Общественном колледже Ассинибойн.
- Трейси Лейпсик — тренер по конькобежному спорту в клубе конькобежного спорта River Heights и вице-президент Ассоциации конькобежного спорта Манитобы.
- Дарси Струтински — член Совета по труду Манитобы и Комитета по контролю за трудовыми отношениями, а также Фонда детской больницы Манитобы.